# بياساين
بلدية بياساين (بالإسبانية: Beasain) هي بلدية تقع في مقاطعة غيبوثكوا التابعة لمنطقة إقليم الباسك شمال إسبانيا.

## الديموغرافيا
يبلغ عدد سكان بلدية بياساين 13.717 نسمة عام 2011 (وفقاً للمعهد الوطني للإحصاء الإسباني).
| 12.331 | 12.171 | 12.257 | 12.586 | 12.932 | 12.557 | 13.717 |

## أعلام
- غوركا إيلوستوندو
- ألين إيزميندي
- باكو أيستاران